# Martin Hoffmann
Martin Hoffmann (ur. 22 marca 1955 w Gommern) – były niemiecki piłkarz występujący na pozycji napastnika.
Hoffmann przez całą karierą występował w pochodzącym z NRD klubie 1. FC Magdeburg, gdzie występował w latach 1968–1987. Ogółem w 255 występach w barwach klubu zdobył 78 goli. Wraz z zespołem z Magdeburga wywalczył tytuł mistrzowski w latach 1972, 1974 i 1975, a także Puchar NRD w latach 1969, 1973, 1978, 1979 i 1983. Największym sukcesem w karierze Hoffmanna jest zdobycie wraz z zespołem Pucharu Zdobywców Pucharów po zwycięstwie 8 maja 1974 w Rotterdamie nad zespołem A.C. Milan 2:0.
Hoffmann występował także w narodowej kadrze Niemieckiej Republiki Demokratycznej. W występach w latach 1973–1981 pojawił się na boisku 66 razy, zdobywając 16 goli. Wraz z reprezentacją uczestniczył na MŚ 1974 w RFN. W roku 1976 wraz z drużyną narodową zdobył złoty medal na IO 1976 w Montrealu, pokonując w finale reprezentację Polski.
Hoffmann po zakończeniu kariery zawodniczej był trenerem zespołu 1. FC Magdeburg w sezonach 1994/1995 i 2002/2003.